# 天主教馬奧-蒙特克里斯蒂教區
天主教馬奧-蒙特克里斯蒂教區（拉丁語：Dioecesis Maoënsis-Montis Christi）是多明尼加共和國一個羅馬天主教教區，屬聖地牙哥總教區。
教區1978年1月16日成立，管轄範圍包括巴韋德省、基度山省、達哈翁省和聖地亞哥-羅里蓋茲省。2004年有教友380,000人，佔轄區總人口95.0%。教區下轄廿二個堂區，有卅五名司鐸。現任教區主教為迪奧梅德斯·安多尼·埃斯皮納爾·德萊昂。